# 고트 전쟁 (401년~403년)
401–403년 고트 전쟁은 서로마 제국과 서고트인 사이에 벌어졌다. 로마군 사령관은 플라비우스 스틸리코였고, 서고트군은 알라리쿠스가 지휘했다. 이 전쟁은 이탈리아 북부에서 벌어졌으며, 수많은 소규모 전투 외에도 두 번의 주요 전투가 있었고, 두 전투 모두 로마군이 승리했다.

## 배경
테오도시우스 1세 황제 사망 후, 제국은 서로마 제국과 동로마 제국으로 분열되었다. 정확한 분할선은 명확하지 않았다. 문제는 395년 로마군 전직 장군이자 서고트족의 왕이었던 알라리쿠스가 반란을 일으켜 그리스를 침공했을 때 발생했다(알라리쿠스 1세의 반란). 서방 군대의 총사령관이자 얼마 전까지만 해도 그의 상관이었던 스틸리코는 그를 격퇴하려 했으나, 동방 당국이 자신의 영토 밖으로 이동했다는 이유로 그를 물리쳤다.
스틸리코가 떠난 후에도 고트족은 동로마 제국에 위협이 되었고, 혼자서 그들을 상대할 병력이 충분하지 않았기 때문에 398년에 고트족과 평화 협정을 맺었다. 이 과정에서 동로마 제국은 고트족에게 온갖 약속을 했다. 알라리쿠스는 일리리쿰의 마기스테르 밀리툼 직함을 얻었는데, 이는 그가 이 속주에서 최고 군사 계급을 가졌음을 의미했다. 또한 그들은 서방 제국과 분쟁 중이던 일리리쿰 현에 고트족의 정착을 허용하기로 합의했다.

## 전쟁

### 전조
알라리쿠스가 왜 서쪽으로 이동했는지는 불분명하다. 고대 문헌들은 알라리쿠스가 북부 이탈리아를 침공한 목적을 명확히 밝히지 않는다. 확실한 것은 트리비길드의 고트족 반란에 이은 동로마 제국 내 가이나스의 쿠데타가 일리리쿰의 고트족에게 불리하게 작용했다는 점이다. 군 총사령관이자 새로운 실력자였던 가이나스는 알라리쿠스를 경쟁자로 보았다. 그의 권력을 이용하여 가이나스는 아르카디우스 황제에게 알라리쿠스의 군사 직무를 포기하고 서고트족이 머물고 있던 일리리쿰 속주를 서방에 할양하라고 명령했다.
이러한 행정적 변화로 인해 알라리쿠스는 장군으로서의 군사 계급과 부하들에 대한 법적 조항을 받을 권리를 잃었다. 가이나스는 이를 통해 서방 제국에게 위험한 적수를 잃게 하기를 바랐다. 그러나 가이나스는 울딘의 훈족의 도움으로 전복되었는데, 이것 또한 알라리쿠스가 서쪽으로 이동한 이유가 되었을 수 있다. 역사가 토마스 번즈는 알라리쿠스가 아마도 군대를 먹여 살릴 식량이 절실했을 것이라고 추측한다.
역사가 가이 핼설은 클라우디아누스를 출처로 인용하며 알라리쿠스의 공격이 실제로 401년 말에 시작되었지만, 스틸리코가 "국경 문제 해결을 위해" 라이티아에 있었기 때문에 두 사람이 이탈리아에서 처음 만난 것은 402년이었다고 보고한다.

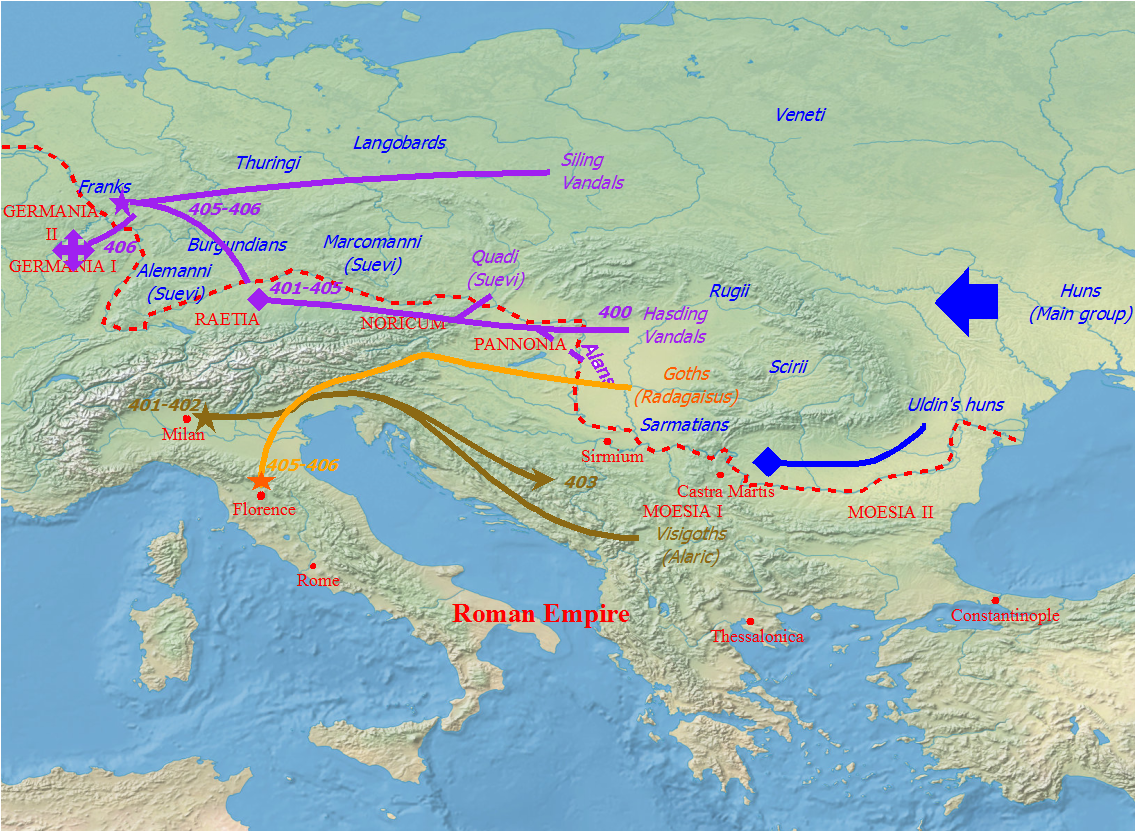
야만족 침략

### 북부의 스틸리코 원정
스틸리코는 이탈리아 북부에 대규모 군대를 집결시켰다. 이 군대로 그는 401년에 서로마 제국에 큰 위협을 가하던 반달족과 알란인에 대항하여 진군할 계획이었다. 반달족과 알란족은 훈족에게 쫓기고 있었고, 국경 속주인 라이티아와 노리쿰은 이 유랑하는 민족들에게 휩쓸릴 위험에 처해 있었다. 스틸리코는 준비를 마친 후, 제국군을 이끌고 북쪽으로 침략자들에 맞서 진군했다.

### 아스티 공성전
알라리쿠스는 이 병력 이동을 이용하여 그 해 가을에 이탈리아 현을 침공했다. 알라리쿠스의 이탈리아 진입은 클라우디아누스의 시에서 언급된 경로를 따랐는데, 그는 아퀼레이아 시 근처의 반도 알프스 국경을 넘었다. 6개월에서 9개월 동안 북부 이탈리아 도로를 따라 고트족의 공격이 보고되었고, 로마 여행자들은 알라리쿠스를 목격했다. 큰 저항 없이 그는 약탈하며 밀라노로 진격했는데, 그곳에 호노리우스 황제가 머물고 있었다. 황제는 고트족의 빠른 진격에 급히 도망쳤지만, 하스타 시를 넘어서지 못했고, 그곳은 곧 알라리쿠스에게 포위되었다.
스틸리코는 주력 부대와 함께 알프스 북쪽에 머물렀다. 다가오는 겨울은 그가 황제를 구원하는 것을 막았다. 402년 3월 알프스 고개가 허용되자마자 스틸리코는 선발대와 함께 이탈리아로 돌아왔다. 알라리쿠스는 포스투미아 가도를 따라 스틸리코를 처음 만났다.
이로써 그는 알라리쿠스에게 포위를 풀도록 강요했다.

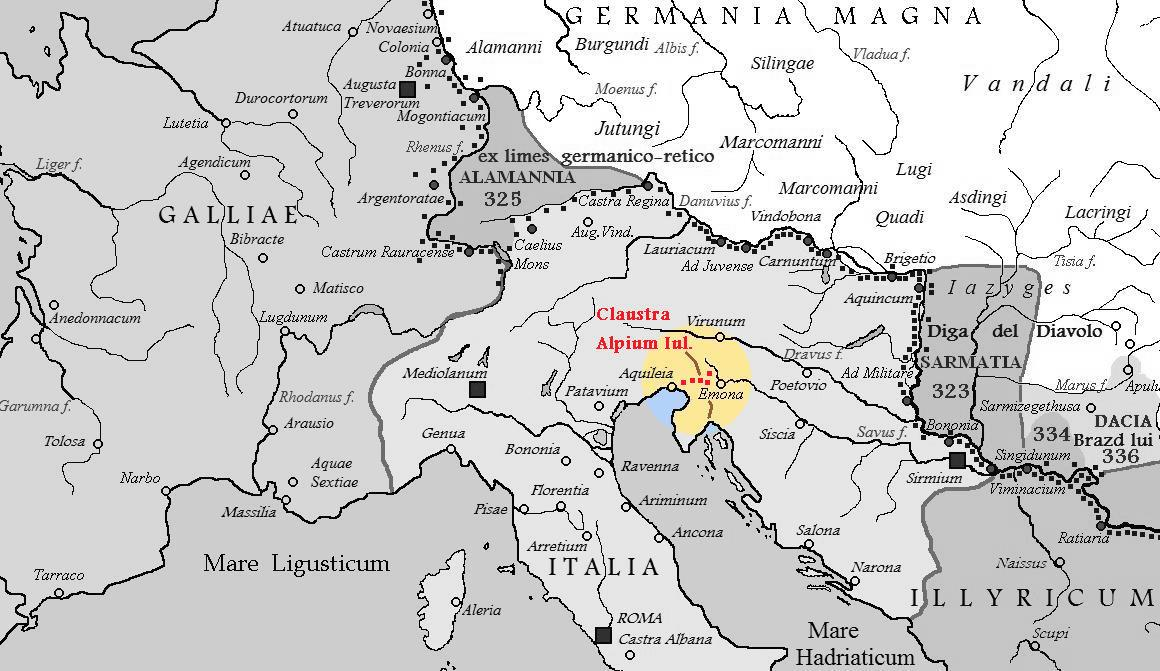
율리우스 알프스 통과를 보호하던 요새 체계는 401년에 폐기되어 알라리쿠스가 이탈리아를 침공할 수 있게 되었다.

### 폴렌티아 전투와 베로나 전투
두 번의 전투가 벌어졌다. 첫 번째는 402년 4월 4일 (부활절 일요일) 폴렌티아에서였는데, 스틸리코는 (클라우디아누스에 따르면) 알라리쿠스의 아내와 아이들을 붙잡고, 더 중요하게는 알라리쿠스가 지난 5년간 약탈한 보물 대부분을 빼앗는 인상적인 승리를 거두었다. 스틸리코는 알라리쿠스의 후퇴하는 병력을 추격하여 포로들을 돌려주겠다고 제안했지만 거절당했다. 두 번째 전투는 베로나에서 벌어졌는데, 알라리쿠스는 두 번째로 패배했다.
패배에도 불구하고 알라리쿠스는 스틸리코에 의해 자유로운 퇴각을 허용받았다. 스틸리코는 알라리쿠스에게 휴전을 제안하고 이탈리아에서 철수하는 것을 허락했다. 그는 남은 병력과 함께 일리리아로 갈 수 있었고 심지어 식량 지원까지 받았다. 쿨리코프스키는 이 혼란스러운, 심지어 노골적인 화해적 행동을 다음과 같이 설명한다. "스틸리코가 콘스탄티노플과 냉전을 벌이고 있음을 고려할 때, 알라리쿠스처럼 길들이기 쉽고 폭력적인 잠재적 무기를 파괴하는 것은 어리석은 일이었을 것이다." 핼설의 관찰도 비슷하다. 그는 로마 장군의 "알라리쿠스의 판노니아로의 철수를 허용한 결정은 알라리쿠스의 병력이 스틸리코의 지휘 아래 들어가는 것을 볼 때 말이 되며, 스틸리코의 승리가 클라우디아누스가 우리에게 믿게 만들고 싶은 것만큼 완전하지 않다는 점을 볼 때 말이 된다"고 주장한다. 아마도 더 많은 것을 드러내는 것은 반세기 후에 글을 쓴 그리스 역사가 조시무스의 설명이다. "405년에 스틸리코와 알라리쿠스 사이에 협정이 맺어졌음을 시사한다"는 것은 알라리쿠스가 그 당시 '서방 근무' 중이었으며, 아마도 402년에 맺어진 합의의 결과였을 것이라는 점을 암시한다. 404년에서 405년 사이에 알라리쿠스는 네 개의 판노니아 속주 중 한 곳에 머물렀는데, 그곳에서 그는 "서방과 동방을 서로 대립시키면서 잠재적으로 둘 다 위협할 수 있었다".

## 결과
이 전쟁의 직접적인 결과는 황제의 거주지가 라벤나로 이전된 것이었다. 호노리우스 황제가 머물렀던 밀라노는 결국 그렇게 안전한 곳이 아닌 것으로 드러났다. 따라서 궁정을 늪지대로 둘러싸인 도시인 라벤나로 옮기기로 결정되었다. 유일한 접근로는 인공 도로였고, 필요할 경우 쉽게 방어할 수 있었다. 로마의 승리는 처음에 백성들에게 기쁨으로 받아들여졌고, 호노리우스는 자신의 장군과 함께 로마로 가서 개선을 축하했다.
역사가 A.D. 리에 따르면, 알라리쿠스가 북서부 발칸 반도로 돌아간 것은 이탈리아에 일시적인 휴식을 가져다주었을 뿐이다. 왜냐하면 405년에 또 다른 고트족 부족이 다른 야만족들과 합류하여, 이번에는 제국 밖에서, 다뉴브강 중부를 건너 이탈리아 북부로 진격하여 시골을 약탈하고 도시와 마을을 포위하면서 새로운 전쟁이 발발했기 때문이다. 이 부족은 라다가이수스가 이끌었다. 비록 제국 정부가 이러한 야만족 침략을 막기 위해 충분한 병력을 모으는 데 어려움을 겪었지만, 스틸리코는 자신의 병력을 세 개의 독립적인 집단으로 나누어 라다가이수스 휘하의 부족 위협을 진압하는 데 성공했다. 스틸리코는 피렌체 근처에서 라다가이수스를 궁지에 몰아넣고 침략자들이 항복하도록 굶주리게 했다. 한편, 스틸리코에게서 마기스테르 밀리툼의 코디킬을 받고 이제 서방에 억류된 알라리쿠스는 행동을 유발하기 위해 어느 한쪽으로부터의 지원을 기다렸고, 이로 인해 스틸리코는 더 많은 야만족으로부터 어려움에 직면하게 되었다.